# Marcus Verrius Geminus
Marcus Verrius Geminus war ein im 2. Jahrhundert n. Chr. lebender Angehöriger des römischen Ritterstandes (Eques).
Durch ein Militärdiplom, das auf den 7. August 143 datiert ist, ist belegt, dass Geminus 143 Kommandeur der Cohors I Alpinorum equitata war, die zu diesem Zeitpunkt in der Provinz Pannonia inferior stationiert war. Er stammte möglicherweise aus Italien.